# Atractor de Rössler

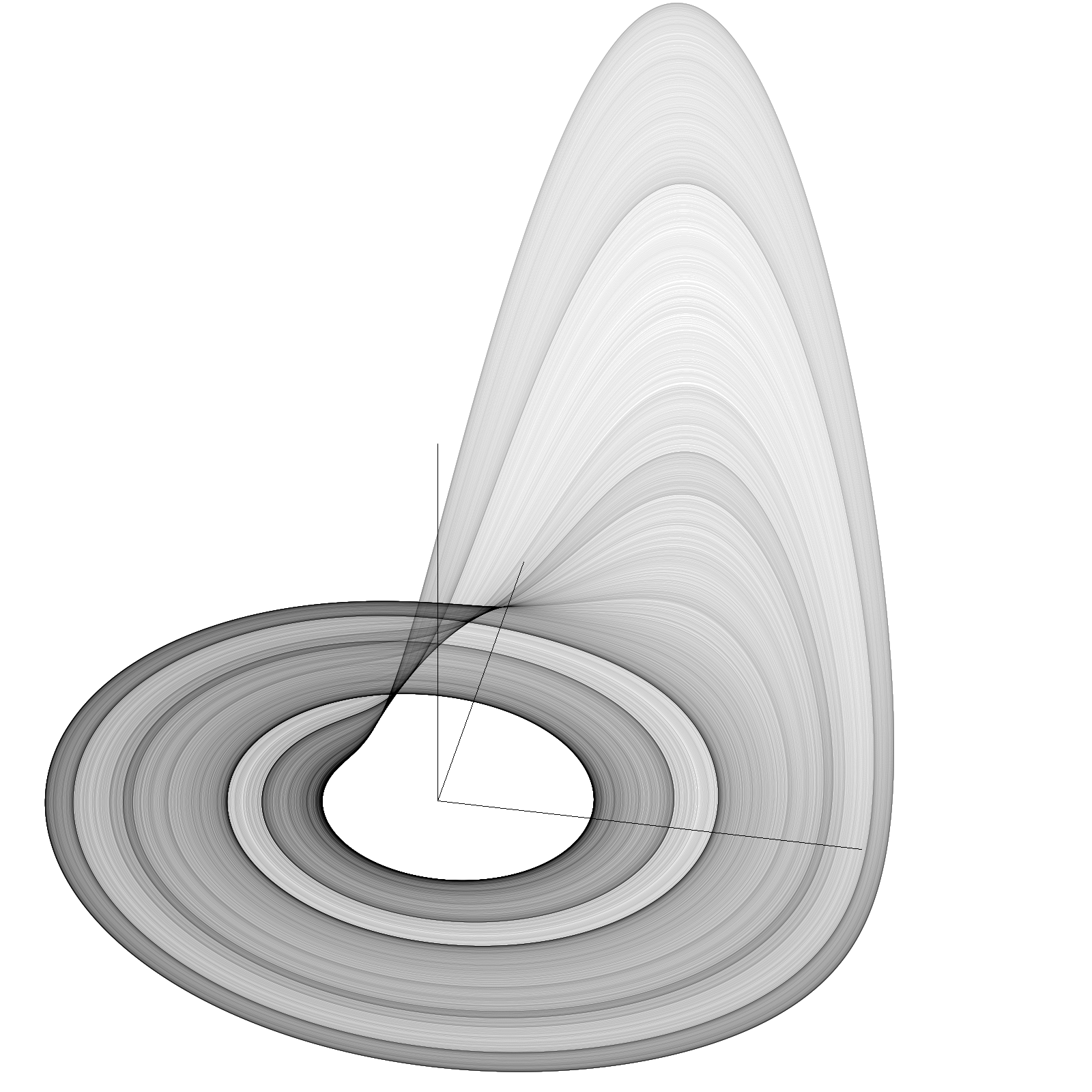
Atractor de Rössler.

El atractor de Rössler es el atractor del sistema de Rössler, un sistema de tres ecuaciones diferenciales ordinarias no lineales estudiadas por Otto E. Rössler. Estas ecuaciones diferenciales definen un sistema dinámico del tiempo-continuo que muestra dinámicas caóticas asociadas con las propiedades fractales del atractor.
Algunas propiedades del sistema de Rössler pueden ser deducidas a través de métodos lineales como autovectores, pero las principales características del sistema requieren métodos no lineales como Aplicaciones de Poincaré o diagramas de bifurcación.

## Definición
Las ecuaciones que definen el sistema de Rössler son:
{\displaystyle \left\{{\begin{matrix}{\frac {dx}{dt}}=-y-z\\{\frac {dy}{dt}}=x+Ay\\{\frac {dz}{dt}}=B+z(x-C)\end{matrix}}\right.}
Otto E. Rössler estudió el atractor caótico con A = 0.2, B = 0.2 y C = 5.7, aunque desde entonces los parámetros más comunes han sido A = 0.1, B = 0.1 y C = 14.
- Datos: Q720574
- Multimedia: Rössler attractor / Q720574